# Rino Sashihara
Rino Sashihara (指原 莉乃?, Sashihara Rino; Ōita, 21 novembre 1992) è una conduttrice televisiva e produttrice discografica giapponese, ex componente e manager teatrale del gruppo idol HKT48.
Ha fatto inoltre parte delle AKB48, delle STU48 e delle Not yet, quest'ultima sub-unit delle stesse AKB48.
Prima di dedicarsi alla carriera televisiva, è stata una delle idol giapponesi più famose, nonché una delle componenti più rappresentative dell'intero 48group, avendo vinto per quattro anni le elezioni come membro più popolare tra i fan. In veste di produttrice ha creato, in collaborazione con la Yoyogi Animation, i gruppi idol Equal Love (=LOVE) e Not Equal Me (≠ME); dal 2018 è altresì organizzatrice e madrina del Tokyo Idol Festival.

## Biografia

### Gli esordi con le AKB48

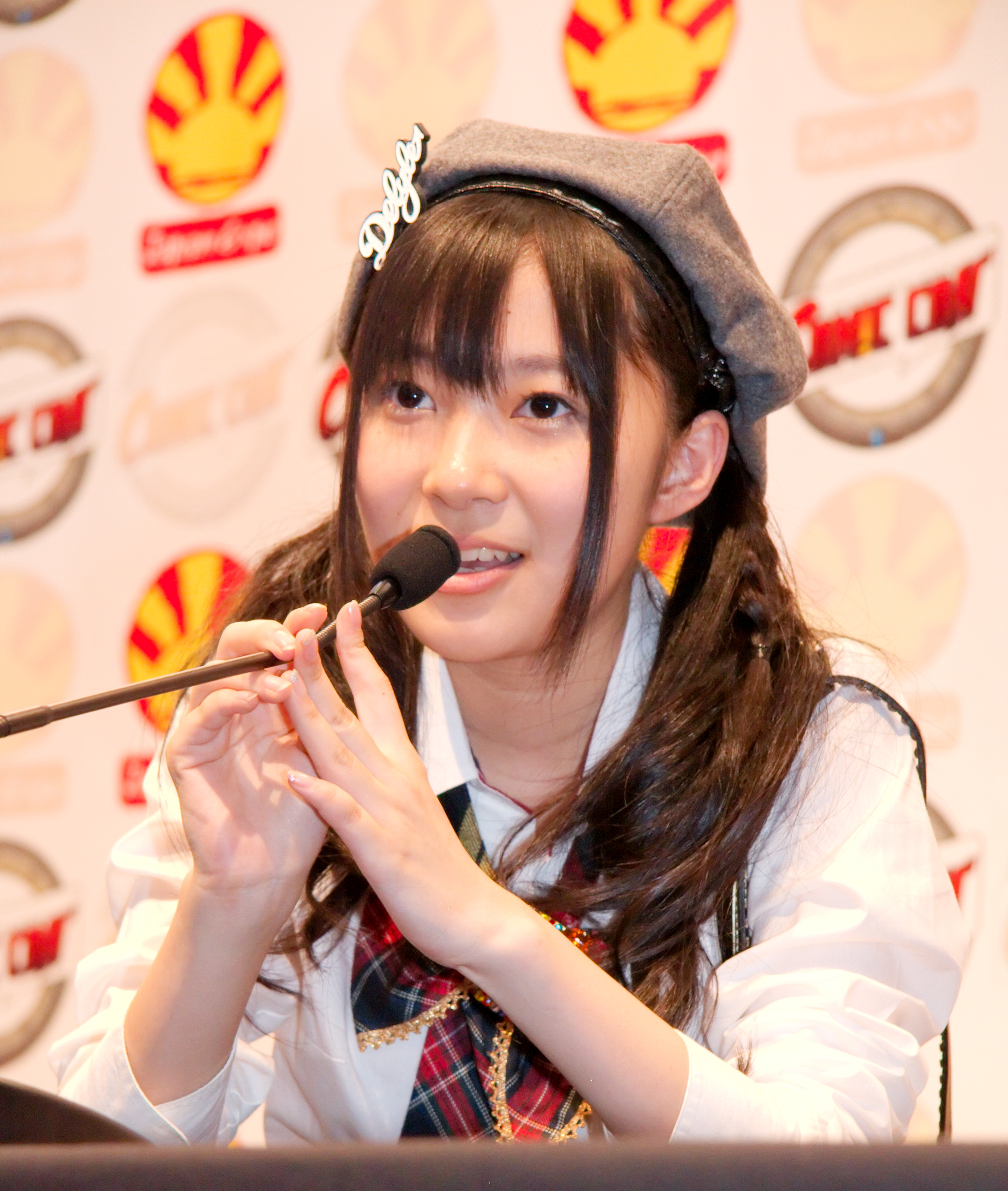
Rino Sashihara al Japan Expo nel 2009

Nata a Ōita nel 1992, Rino Sashihara si trasferisce a Tokyo all'età di 15 anni poiché vittima di alcuni episodi di bullismo scolastico. Fan sin da bambina delle Morning Musume, una volta giunta nella capitale giapponese decide di voler diventare anch'essa una idol. Partecipa quindi alle audizioni per unirsi alle AKB48, entrandovi nel 2007 come membro di quinta generazione. Dopo un primo periodo come kenkyūsei (研究生? "apprendista"), viene promossa il 2 agosto dell'anno successivo a membro effettivo del Team B, debuttando col gruppo nel singolo Ōgoe diamond, pubblicato il 22 ottobre 2008.
Nel 2009, nelle caratteristiche elezioni che il gruppo tiene ogni anno tra i fan per eleggere la idol più popolare, si piazza al 27º posto, tra le Under Girls, le componenti del gruppo che vengono subito dopo i membri più popolari. Il piazzamento le permette di partecipare anche ai successivi singoli. Nell'agosto dello stesso anno viene annunciato il suo trasferimento al Team A, cosa che avviene nel luglio dell'anno successivo.
Nelle elezioni del 2010 si piazza diciannovesima, mentre nel gennaio 2011 è protagonista sulla TBS di un programma dal titolo Sashiko no kuseni: kono bangumi wa AKB to wa mattaku kankei arimasen (さしこのくせに 〜この番組はAKBとは全く関係ありません〜? letteralmente "Sebbene tu sia Sashiko: questo programma non ha niente a che fare con le AKB") in cui emerge prorompentemente il suo modo di fare hetare (ヘタレ? traducibile come "codardo" o "buono a far nulla"). Comincia così a ottenere maggiore attenzione dal pubblico, emergendo come uno dei membri di punta delle AKB48. Nello stesso periodo viene annunciata la formazione di una sub-unit del gruppo, le Not yet, in cui entrano a far parte Yūko Ōshima, Yui Yokoyama, Rie Kitahara e la stessa Sashihara; contestualmente viene annunciata la data di uscita del primo singolo, Shūmatsu Not yet, pubblicato nel marzo successivo. Nelle elezioni del 2011 si piazza al 9º posto.
Nel 2012 Sashihara fa il suo debutto da solista con il singolo Soredemo suki da yo, tema musicale del dorama della Nippon TV Muse no kagami, in cui lei stessa recita nel ruolo principale. A fine anno la serie televisiva viene trasposta in un lungometraggio diretto da Yūichi Fukuda, con protagonista Aya Hirano e Sashihara, quest'ultima al debutto come attrice cinematografica. Nello stesso anno si cimenta nelle vesti di produttrice, organizzando un idol festival al Nippon Budokan che vede la partecipazione di gruppi quali Idoling!!!, Shiritsu Ebisu Chūgaku, Super Girls, Tokyo Girls' Style, Passpo e Watarirōka Hashiritai 7. Nelle elezioni del 2012 si piazza al 4º posto, alle spalle di Yūko Ōshima, Mayu Watanabe e Yuki Kashiwagi.

### Il trasferimento alle HKT48
Il 16 giugno 2012 Sashihara viene retrocessa di grado e trasferita alle HKT48, sister group delle AKB48 con sede a Fukuoka, a causa del suo coinvolgimento in uno scandalo per delle foto che la ritraevano in compagnia del suo ex fidanzato. Il suo debutto ufficiale come membro del Team H delle HKT48 avviene il 5 luglio all'HKT Theatre di Fukuoka, mentre la sua ultima esibizione con le AKB48, inizialmente prevista per il 20 giugno, viene posticipata al 23 luglio successivo.
Il 17 ottobre dello stesso anno Sashihara pubblica il suo secondo singolo, Ikujinashi masquerade, in collaborazione con altri tre membri delle AKB48: Rina Kawaei, Rena Katō e Anna Iriyama. La title track viene scelta come tema musicale del film Muse no kagami.
Il 28 aprile 2013 Rino Sashihara viene nominata manager teatrale delle HKT48, mantenendo in concomitanza il ruolo di membro del Team H. Tra i suoi compiti vi è quello di scegliere le componenti e i brani più adatti per le esibizioni live, come nel caso del primo concerto del gruppo idol di Fukuoka al Budokan nel giugno dello stesso anno. Nel maggio dello stesso anno scrive e produce il singolo Matsumurabu, debutto solista di Kaori Matsumura delle SKE48, tornando così a occuparsi di produzioni discografiche dopo l'idol festival del 2012 e aver scritto i testi per due brani contenuti all'interno dei suoi singoli.

### Le vittorie alle elezioni
Nelle elezioni annuali del 2013 riceve per la prima volta il maggior numero di voti, aggiudicandosi in questo modo il ruolo di center (ovvero il membro che sta al centro del palco durante l'esecuzione del brano e della coreografia associata) per il singolo delle AKB48 Koisuru Fortune Cookie, pubblicato il 21 agosto 2013.
Nel 2014 torna davanti alla cinepresa per recitare nel ruolo di protagonista nel film Barairo no būko, il cui tema musicale, Shake It Up Baby, vede la stessa Sashihara collaborare con Yūya Uchida. Nelle elezioni annuali si piazza seconda, alle spalle di Mayu Watanabe, mentre in agosto pubblica la sua prima autobiografia dal titolo Gyakuten-ryoku: pinch o mate, edita dalla Kōdansha. Il libro vende più di 20 000 copie nella prima settimana inducendo gli editori a pubblicare una serie di ristampe successive. Al 2016, il libro ha venduto più di 100 000 copie.
Nelle elezioni annuali del 2015 si classifica nuovamente al primo posto, tornando a occupare la posizione di center per il singolo Halloween Night. Nel 2016, oltre alle ospitate in qualità di opinionista in diversi programmi televisivi, ottiene la conduzione dei varietà Sashihara kaiwaizu, HKT vs NGT SashiKita gassen e Kon'ya kurebete mimashita, quest'ultimo in sostituzione di Shelly al fianco di Terumoto Gotō e Yoshimi Tokui. Nello stesso anno pubblica il suo terzo photobook, Scandal chūdoku, il quale risulterà tra i più venduti nella prima metà dell'anno.
Nelle elezioni del 2016 conquista nuovamente il primo posto. Diventa così la prima a vincere la manifestazione per tre volte e a classificarsi prima per due volte consecutive, record ulteriormente migliorato con la vittoria nel 2017. Nel frattempo si cimenta per la prima volta alla regia dirigendo un film documentario sulle HKT48.

### L'ascesa come produttrice e la parentesi con le STU48
Dopo aver concluso il 2016 con un esclusivo dinner show tenutosi il 20 novembre al Grand Prince Hotel New Takanawa di Tokyo, la Sashihara torna nelle vesti di produttrice discografica creando, in collaborazione con lo studio di animazione Yoyogi Animation, le Equal Love, gruppo musicale formato da dodici seiyū idol. Nel 2018 partecipa inoltre al talent show Last idol, supervisionando uno dei gruppi in gara, le Someday Somewhere.
Nel frattempo, a febbraio 2017, viene nominata manager e membro effettivo delle STU48, neonato sister group delle AKB48, carica che mantiene fino a novembre dello stesso anno, quando decide di farsi da parte a causa dei troppi impegni.

## Discografia

### Con le AKB48

#### Album
- 2008 − Set List: Greatest Songs 2006-2007
- 2010 − Kamikyokutachi
- 2011 − Koko ni ita koto
- 2012 − 1830m
- 2013 − Tsugi no ashiato
- 2015 − Koko ga Rhodes da, koko de tobe!
- 2015 − 0 to 1 no aida
- 2017 − Thumbnail
- 2018 − Bokutachi wa, ano hi no yoake o shitteiru

#### Singoli
- 2008 − Ōgoe diamond
- 2009 − 10nen zakura
- 2009 − Namida surprise!
- 2009 − Iiwake Maybe
- 2009 − River
- 2010 − Sakura no shiori
- 2010 − Ponytail to shushu
- 2010 − Heavy Rotation
- 2010 − Beginner
- 2010 − Chance no Junban
- 2011 − Sakura no ki ni narō
- 2011 − Dareka no tame ni (What Can I Do for Someone?)
- 2011 − Everyday, Katyusha
- 2011 − Flying Get
- 2011 − Kaze wa fuiteiru
- 2011 − Ue kara Mariko
- 2012 − Give Me Five!
- 2012 − Manatsu no Sounds Good!
- 2012 − Gingham Check
- 2012 − Uza
- 2012 − Eien Pressure
- 2013 − So Long!
- 2013 − Sayonara Crawl
- 2013 − Koisuru Fortune Cookie
- 2013 − Heart ereki
- 2014 − Kimi no hohoemi o yume ni miru
- 2014 − Mae shika mukanee
- 2014 − Labrador Retriever
- 2014 − Kokoro no Placard
- 2014 − Kibō-teki Refrain
- 2015 − Green Flash
- 2015 − Bokutachi wa tatakawanai
- 2015 − Halloween Night
- 2015 − Kuchibiru ni Be My Baby
- 2016 − Kimi wa melody
- 2016 − Tsubasa wa iranai
- 2016 − Love Trip/Shiawase o wakenasai
- 2016 − High Tension
- 2017 − Shoot Sign
- 2017 − Negaigoto no mochigusare
- 2017 − Hashtag sukinanda
- 2017 − 11gatsu no anklet
- 2018 − Jābājā
- 2018 − Teacher Teacher

### Con le HKT48

#### Album
- 2017 − 092

#### Singoli
- 2013 − Suki! Suki! Skip!
- 2013 − Melon Juice
- 2014 − Sakura, minna de tabeta
- 2014 − Hikaeme I love you!
- 2015 − Shekarashika!
- 2016 − 74 okubun no 1 no kimi e
- 2016 − Saikō ka yo
- 2017 − Bagutte ii jan
- 2017 − Kiss wa matsu shikanai nodeshō ka?

### Con le Not yet

#### Album
- 2014 − Already

#### Singoli
- 2011 − Shūmatsu Not yet
- 2011 − Naminori kakigōri
- 2011 − Perapera perao
- 2012 − Suika baby
- 2013 − Hirihiri no hana

### Solista

#### Singoli
- 2012 − Soredemo suki da yo
- 2012 − Ikujinashi masquerade (Con Rina Kawaei, Rena Katō e Anna Iriyama)
- 2014 − Shake It Up Baby (Con Yūya Uchida)

## Filmografia

### Cinema
- Muse no kagami (ミューズの鏡?), regia di Yūichi Fukuda (2012)
- I'll Give It My All... Tomorrow (俺はまだ本気出してないだけ?, Ore wa mada honki dashitenai dake), regia di Yūichi Fukuda (2013)[49]
- Barairo no būko (薔薇色のブー子?), regia di Yūichi Fukuda (2014)
- Crayon Shin-chan: Ora no hikkoshi monogatari saboten dai shūgeki (クレヨンしんちゃん オラの引越し物語 サボテン大襲撃?), regia di Masakazu Hashimoto (2015)[50]

### Serie televisive
- Majisuka Gakuen (マジスカ学園?) (TV Tokyo, 2010)
- Majisuka Gakuen 2 (マジスカ学園2?) (TV Tokyo, 2011)
- Muse no kagami (ミューズの鏡?) (NTV, 2012)
- Fukuoka ren'ai hakusho 7 "Hatsukoi no uta" (福岡恋愛白書７ 「初恋の詩」?) (KBC, 2012)[51]
- Majisuka Gakuen 4 (マジスカ学園4?), episodio 1 (NTV, 2015)
- Koinaka (恋仲?), episodio 9 (Fuji TV, 2015)
- Majisuka Gakuen 0 (マジスカ学園0?) (NTV, 2015)
- AKB Horror Night - Adrenaline no yoru (AKBホラーナイト アドレナリンの夜?), episodio 31 (TV Asahi, 2016)

## Televisione
- AKBingo! (NTV, dal 2008 - in corso)
- AKB48 nemōsu terebi (AKB48ネ申テレビ?) (Family Gekijō, 2008-2010, stagioni 2-5)
- Shūkan AKB (週刊AKB?) (TV Tokyo, 2009-2012)
- AKB to ××! (AKBと××!?) (Yomiuri TV, 2010-2016)
- Sōdatta no ka! Ikegami Akira no manaberu news (そうだったのか!池上彰の学べるニュース?) (TV Asahi, 2010-2011, ospite fisso)
- AKB grade gourmet stadium (AKB-級グルメスタジアム?) (Foodies TV, 2010-2011)
- Sashiko no kuseni: Kono bangumi wa AKB to wa mattaku kankei arimasen (さしこのくせに 〜この番組はAKBとは全く関係ありません〜?) (TBS, 2011)
- Waratte iitomo! (森田一義アワー 笑っていいとも!?) (Fuji TV, 2011-2014, ospite saltuario)
- Naruhodo! High school (なるほど!ハイスクール?) (NTV, 2011-2012)
- AKB48 konto "Bimyō" (AKB48コント「びみょ〜」?) (Hikari TV, 2011-2012)
- Yonpara Future game battle (ヨンパラ FUTUREゲームバトル?) (TBS, 2011-2012)
- Hakata hyakkaten (HaKaTa百貨店?) (NTV, 2012-2013, conduttrice)
- Kayō kyoku! (火曜曲!?) (TBS, 2012-2013)
- Bakushō Gakuen Nasebanāru! (爆笑学園ナセバナ〜ル!?) (TBS, 2012-2013, ospite fisso)
- Hakata hyakkaten 2-gōkan (HaKaTa百貨店2号館?) (NTV, 2013, conduttrice)
- AKB48 Show! (NHK, dal 2013 - in corso)
- HKT48 no odekake! (HKT48のおでかけ!?) (TBS, dal 2013 - in corso, conduttrice con Terumoto Gotō)
- Wide na show (ワイドナショー?) (Fuji TV, dal 2013 - in corso, ospite saltuario)
- AKB eizō center (AKB映像センター?) (Fuji TV, 2013, conduttrice)
- HKT48 Tonkotsu mahō shōjo Gakuin (HKT48トンコツ魔法少女学院?) (NTV, 2013, conduttrice)
- Sashihara no ran (指原の乱?) (TV Tokyo, 2013-2014)
- Ariyoshi no natsuyasumi 2015 mitchaku 100 jikan in Hawaii (有吉の夏休み2015密着100時間 in ハワイ?) (Fuji TV, 2014)
- Ren'ai sōsenkyō (恋愛総選挙?) (Fuji TV, 2014, conduttrice con Teruyuki Tsuchida)
- HKT48 no goboten! (HKT48のごぼてん!?) (TNC, 2014-2016)
- Utage! (TBS, 2014-2015, ospite fisso)
- AKB shirabe (AKB調べ?) (Fuji TV, 2014-2015, conduttrice con Teruyuki Tsuchida)
- Hakata hyakkaten 3-gōkan (HaKaTa百貨店3号館?) (NTV, 2015, conduttrice)
- Bokura ga kangaeru yoru (僕らが考える夜?) (Fuji TV, 2015, conduttrice con Teruyuki Tsuchida)
- Ariyoshi no natsuyasumi 2015 mitchaku 100 jikan in Hawaii Final (有吉の夏休み2015密着100時間 in ハワイFINAL?) (Fuji TV, 2015)
- Sashipedia (指原ペディア?) (NHK, dal 2015 - in corso, conduttrice)
- Kono satte nan desu ka? (この差って何ですか??) (TBS, dal 2015 - in corso, ospite saltuario)
- Nekusutobureiku "Warafuda" Juniā & Tsuchida & Sashihara ga ookuri suru owarai variety (ネクストブレイク ｢笑札｣ジュニア&土田&指原がお送りするお笑いバラエティ?) (NTV, 2015, conduttrice)
- Momm! (TBS, dal 2015 - in corso, ospite fisso)
- Sashihara kaiwaizu (指原カイワイズ?) (Fuji TV, 2015-2016, conduttrice con Hironari Yamazaki)
- Tsūkai TV Sukatto Japan (痛快TV スカッとジャパン?) (TBS, dal 2015 - in corso, ospite saltuario)
- Ariyori no ari: Risō no danjo o visual ka (アリよりのアリ〜理想の男女をビジュアル化〜?) (TBS, 2015-2016, ospite fisso)
- HKT vs NGT SashiKita gassen (HKT48 vs NGT48 さしきた合戦?) (NTV, 2016, conduttrice)
- Kon'ya kurebete mimashita (今夜くらべてみました?) (NTV, dal 2016 - in corso, conduttrice con Terumoto Gotō, Yoshimi Tokui e Shelly)
- Ariyoshi hansei-kai (有吉反省会?) (NTV, dal 2016 - in corso, ospite fisso)
- Gatten! (ガッテン!?) (NHK, dal 2016 - in corso, ospite saltuario)
- Sashikoku: Sashi de kokuhaku suru yūki o anata ni (さしこく〜サシで告白する勇気をあなたに〜?) (Fuji TV, 2016-2017, conduttrice con Hironari Yamazaki)
- Sashi tabi (さし旅?) (NHK, 2017)
- Kon'na tokoro ni aruaru ga. Doyō - Aruaru bansan-kai (こんなところにあるあるが。土曜・あるある晩餐会?) (TV Asahi, dal 2017 - in corso, conduttrice con Kōji Imada)
- Mayonaka (真夜中?) (Fuji TV, dal 2017 - in corso, conduttrice con Lily Franky)
- Kono yubi tomare! (この指と～まれ！?) (Fuji TV, dal 2017 - in corso, conduttrice con Teruyuki Tsuchida e Nako Yabuki)

## Pubblicazioni

### Libri
- Gyakuten-ryoku: pinch o mate, Kōdansha, 2014, ISBN 4-06-389850-4.

### Photobook
- Sashiko, Kōdansha, 2012, ISBN 978-4-06-389632-9.
- Neko ni maketa, Kobunsha, 2013, ISBN 978-4-334-90198-1.
- Scandal chūdoku, Kobunsha, 2016, ISBN 978-4-06-389952-8.